# 268 Dywizja Piechoty
268 Dywizja Piechoty (niem. 268. Infanterie-Division) – niemiecka dywizja z czasów II wojny światowej, sformowana w Monachium na mocy rozkazu z 26 sierpnia 1939 roku, w 4. fali mobilizacyjnej w VII Okręgu Wojskowym.

## Struktura organizacyjna
- Struktura organizacyjna w sierpniu 1939 roku:

468., 488. i 499. pułk piechoty, 268. pułk artylerii, 268. batalion pionierów, 268. oddział rozpoznawczy, 268. oddział przeciwpancerny, 268. oddział łączności;
- Struktura organizacyjna w styczniu 1943 roku:

488. i 499. pułk grenadierów, 268. pułk artylerii, 268. batalion pionierów, 268. batalion fizylierów, 268. oddział przeciwpancerny, 268. oddział łączności, 268. polowy batalion zapasowy;

## Dowódcy dywizji
- General Erich Straube 26 VIII 1939 – 6 I 1942;
- Generalleutnant Heinrich Greiner 6 I 1942 – XI 1943;